# Марко Савић (пијаниста)
Марко Савић (Призрен, 26. април 1941 — Београд, 8. фебруар, 2013) био је српски пијаниста и универзитетски професор.

## Биографија
Године 1965. дипломирао је теорију музике на Универзитету уметности у Београду, а 1969. и клавир. Постидипломске студије је завршио 1986. године на факултету у Скопљу. Професори су му Марко Тајчевић, Јелица Поповић и Бранко Цветковић.
Наступао је на бројним реситалима, концертима камерне музике и као солиста са оркестрима широм бивше Југославије (Београд, Скопље, Приштина, Призрен, Ђаковица, Опатија, Ровињ итд).
Био редовни професор клавира на Факултету уметности Универзитета у Приштини, где је предавао од 1975. године. Предавао је и у Музичкој школи Јосип Славенски у Призрену и Педагошкој школи у Приштини.